# George (Band)

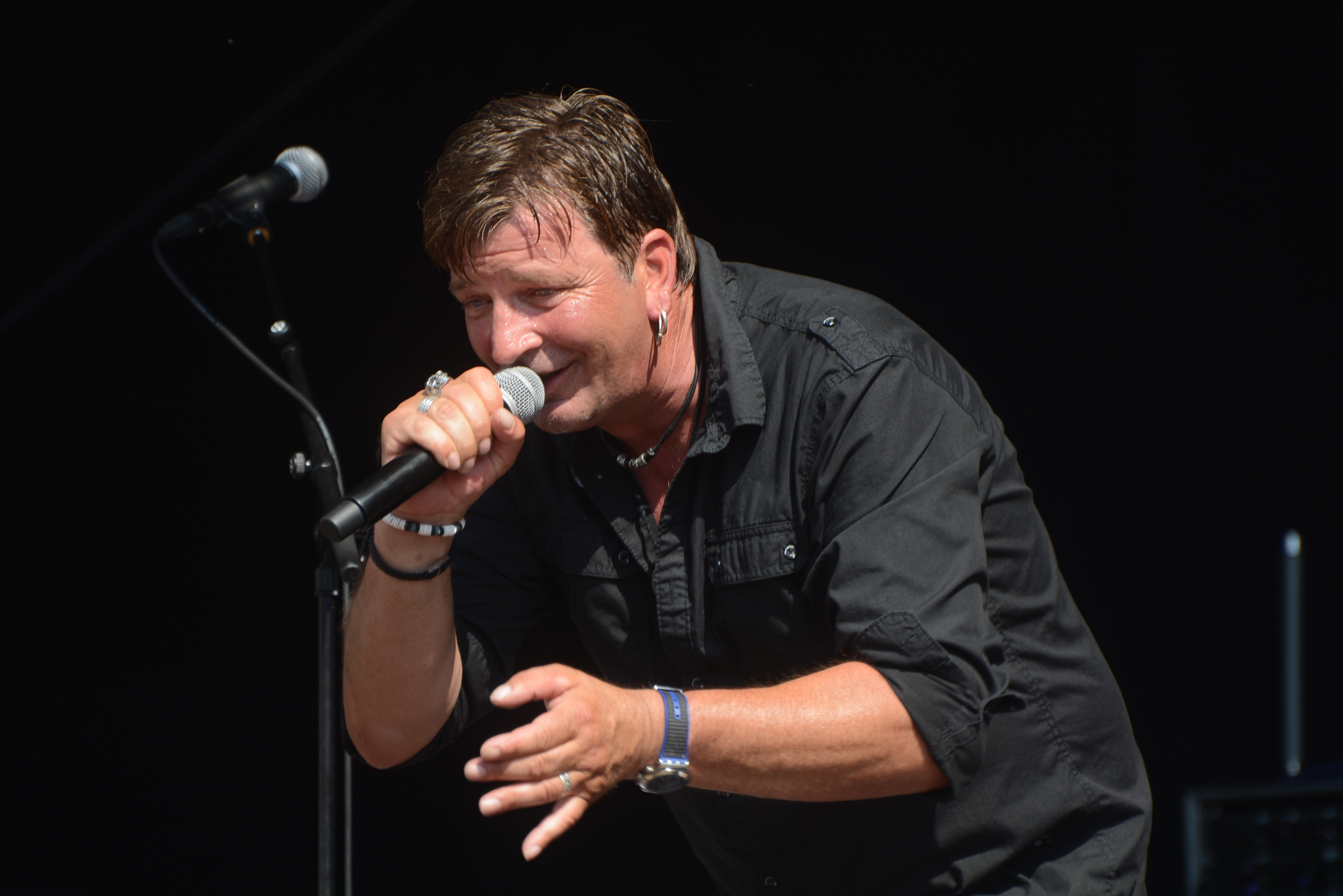
Der Schweizer Mundart-Sänger George der gleichnamigen Band, während eines Konzertes an der Bieler Braderie 2019

George ist eine Schweizer Mundart-Rockband aus dem Berner Seeland.

## Geschichte
Nachdem Sänger George Schwab fünf Jahre lang mit den Stolen Tunes gespielt hatte, gründete er 1999 seine eigene Band George & Hardcore Troubadours. Nach drei Jahren war die endgültige Besetzung der Band sowie ein Plattenlabel gefunden und das Debütalbum Eifachs Spiel der Musiker, die sich fortan nur noch George nannten, erschien.
Nach Wechsel von Management und Plattenfirma hatte die Band mit dem zweiten Album Adrenalin 2006 erste größere Erfolge und kamen erstmals in die Schweizer Albumcharts. In den folgenden Jahren konnten George ihre Popularität immer weiter steigern und das vierte Album Buuregiel, das von Roman Camenzind produziert worden ist, erreichte die Top 10 der Hitparade.
Nach Abschluss der Buuregiel-Tour im November 2011 trennte sich George Schwab nach 10 Jahren und 350 Konzerten von der bisherigen Band und gibt seit Frühling 2012 mit neuer Band wieder Konzerte.

## Band
Mitglieder (bis 2011)
- George Schwab – Gesang
- Regula Bauriedl – Gesang
- Chris Mathys – Gitarre
- David Brotschi – Keyboard
- DeeDee Kaufmann – Schlagzeug
- Roger Sigrist – Bass

Mitglieder (ab 2012)
- George Schwab – Gesang
- Michael Chylewski – Bass, Begleitgesang
- Remo Signer – Schlagzeug
- Stefan Bregy – Keyboard, Akkordeon, MD

- Oliver Keller – Gitarre, Mandoline, Begleitgesang
- Rahel Fischer – Begleitgesang, Violine
- Heidy Suter – Begleitgesang, Violine

Mitglieder (ab 2015)
- George Schwab – Gesang
- Stefan Bregy – Keyboard, Akkordeon
- Roberto Di Martino – Schlagzeug
- Manfred Udry – Gitarre, Begleitgesang
- Marcel Jeker – Gitarre, Begleitgesang
- Bernhard Kiener – Bass

## Diskografie
Alben
- Eifachs Spiel (2003)
- Adrenalin (2005)
- Härz (2008)
- Buuregiel (2010)
- Buuregiel Dölüx (2012)
- Früschi Luft (2012)
- Hie bini deheim – Best of (2015)
- Fründe für immer (2018)
- Dr louf vom Läbe (2022)